# Infanteriewerk Im Fang

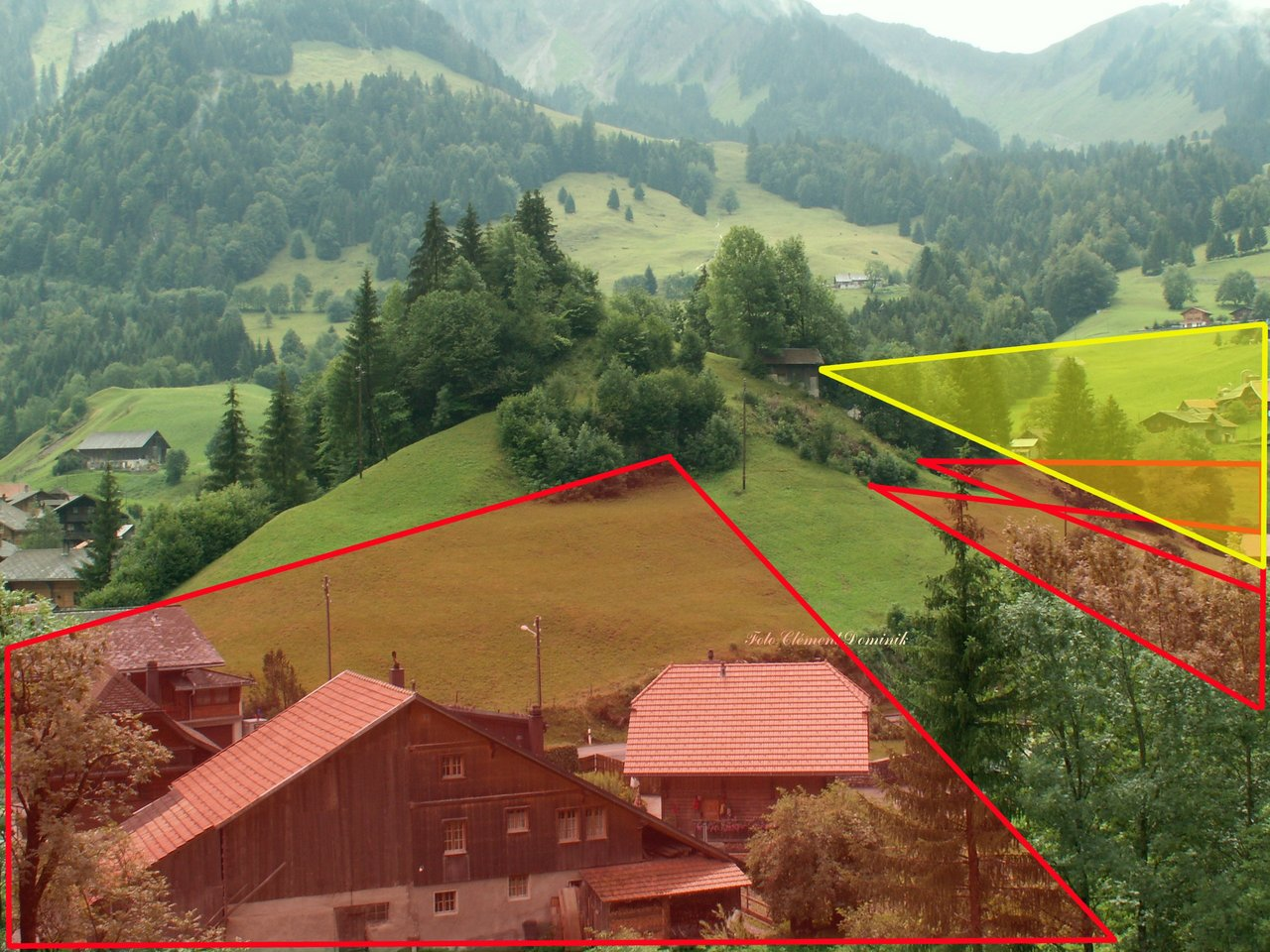
Sicht- und Schussfelder der Hauptanlage von der Nebenanlage aus gesehen

Das Infanteriewerk Im Fang (Armeebezeichnung A 1748) war eine Verteidigungsstellung der Schweizer Armee. Es befindet sich beim Weiler Im Fang in der Schweizer Gemeinde Jaun.

## Geschichte
Die 3. Division des 1. Armeekorps war während des Aktivdienstes der Vorläufer im zentralen Wirkungsraum der späteren Reduitbrigade 21. Sie führte aufgrund des Operationsbefehls 13 vom 7. Juli 1940 die Reduitfront westlich der 2. Division weiter.
Ab 1941 bildete das Gebirgsinfanterieregiment 7 die «Kampfgruppe Jaun» mit dem Auftrag die Jauntalachse ab Broc und die Achse vom Schwarzsee über den Euschels nach Jaun zu sperren und einen Vorstoss auf den Jaunpass zu verhindern.
Die «Kampfgruppe Jaun» umfasste folgende Einheiten: Stab Geb Inf Rgt 7, Geb Füs Bat 14, Geb Füs Bat 16, Füs Bat 3, Ter Bat 123, Rdf Kp 31, Stab F Hb Rgt 22, F Art Abt 2, F Hb Abt 44, Sap Kp III/1

Sprengobjekt Pont du Javro (1943)

Im Jaunbachtal (französisch Vallée de la Jogne) wurden vier Sperrstellen eingerichtet: Die erste befand sich bei Broc, die zweite war «La Tsintre», die dritte «Im Fang» und die vierte «Les Tosses».
Zuerst wurden die Strassenengnisse und Brücken zwischen Broc und Charmey mit Panzerhindernissen und Sprengobjekten versehen. Nach dem Bezug der Stellungen begann der Bau der Verstärkungen im Gelände. Der Aushub wurde durch die Truppe und Sprengungen und Kunstbauten durch zivilen Baufirmen übernommen.
Die Einsatzkonzeption entlang der Vorstossachsen war bei der 1. Division meistens dieselbe:
Sicherungselement/Hauptsperre an der Reduitgrenze / Sperren in der Tiefe / Artillerie-Unterstützung.
Für die Sperre Im Fang sah die Einsatzkonzeption folgendermassen aus:
| Achse           | Sicherungselement                                   | Hauptsperre | Sperren in der Tiefe | Artillerieunterstützung |
| --------------- | --------------------------------------------------- | ----------- | -------------------- | ----------------------- |
| Bulle-Jaunpass: | Engnis bei Broc (Strassenbarrikaden, Sprengobjekte) | La Tsintre  | Im Fang              | Jaunpass                |

## Sperrstelle Im Fang
Das Hauptwerk besitzt drei Waffenstellungen. Jede war mit einem verbunkerten Maschinengewehr 1911 (Mg 11) und einem verbunkerten Leichten Maschinengewehr 1925 (Lmg 25) ausgerüstet. Die Waffenstellungen sind unterirdisch untereinander verbunden. Das Hauptwerk verfügt noch über eine Beobachtungskasematte, die nach Westen (Feindrichtung) zeigt.
Im Hauptwerk befand sich ab Sommer 1941 für den Kriegsfall auch der Kommandoposten des Geb Inf Rgt 7.
Zur Sicherung des Hauptwerkes ist auf der gegenüber liegenden Seite ein Nebenwerk (A 1747) errichtet worden. Dieses verfügte über ein Mg 11 und ein Lmg 25.
- Infanteriebunker «Bernard 1» A 1747 ⊙
- Infanteriewerk/Feuerleitstelle/KP «Bernard 2» A 1748 ⊙
- Artilleriewerk Gross Tosse A 1750 ⊙

## Sperrstelle La Tsintre

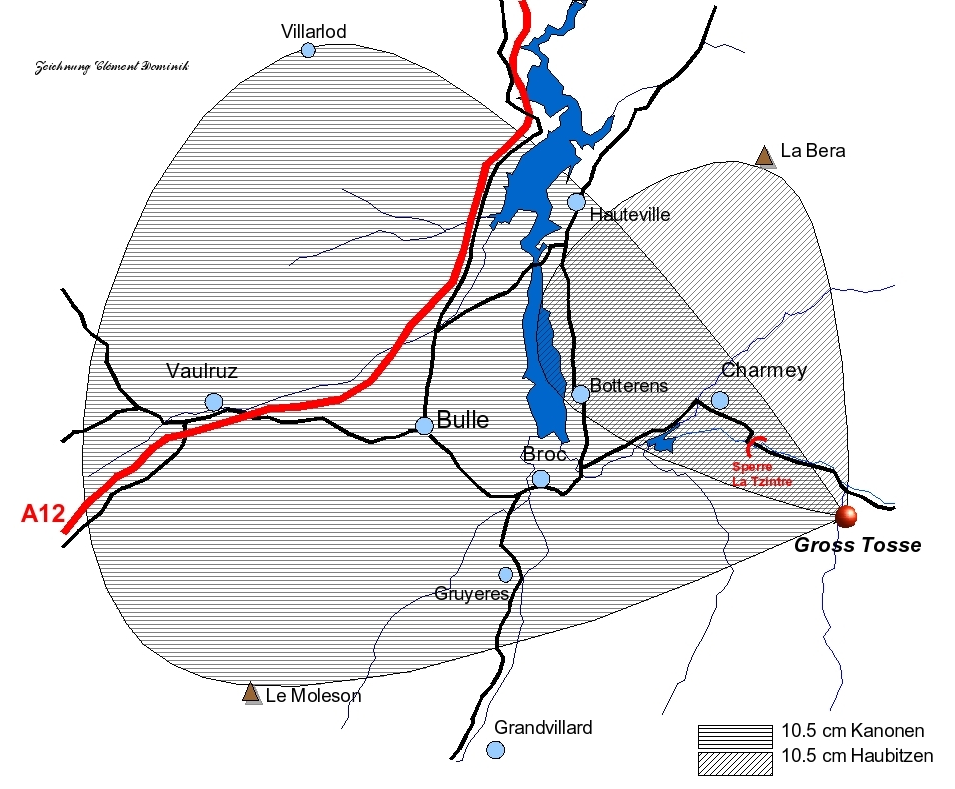
Sperrstelle La Tzintre im Wirkungsraum der Festung Gross Tosse

Die Hauptsperrstelle La Tsintre (auch La Tzintre) befindet sich zwischen Charmey und Jaun bei Punkt 871 «La Bourlianda». Sie ist eine von 37 Sperrstellen im Kanton Freiburg und gilt als Sperrstelle von regionaler Bedeutung.
Sie besteht aus den verbunkerten Infanteriewerken La Tzintre links (Armeebezeichnung «Pierre 2a» A 1756) und La Tzintre rechts («Pierre 2b A 1757»). Beide Werke waren mit einer 7,5 cm Kanone und zwei Maschinengewehren 11 bewaffnet. Zwischen den beiden Werken sperrte ein Panzergraben und dahinter ein Stacheldrahthindernis den Durchgang (Strasse, Flurweg, Jaunbach).
La Tzintre links hat vier Kampfstände mit sechs Scharten, zwei Eingänge und einen Notausgang. La Tzintre rechts ist zweistöckig angelegt und besteht aus vier Kampfständen mit sieben Scharten, zwei Eingängen und einem Notausgang. Eine der Scharten wurde als Scheinwerferstand benutzt.
Zusätzlich gab es die zwei Sprengobjekte M 2143 und M 2145.
- La Tzintre gauche (Pierre 2a) A 1756 ⊙
- La Tzintre droite (Pierre 2b) A 1757 ⊙
- Sprengobjekte M 2143 La Tzintre ⊙
- Sprengobjekte M 2145 La Tzintre ⊙
- GPH Panzergraben «La Bourlianda» ⊙

## Sperrstelle Jaun

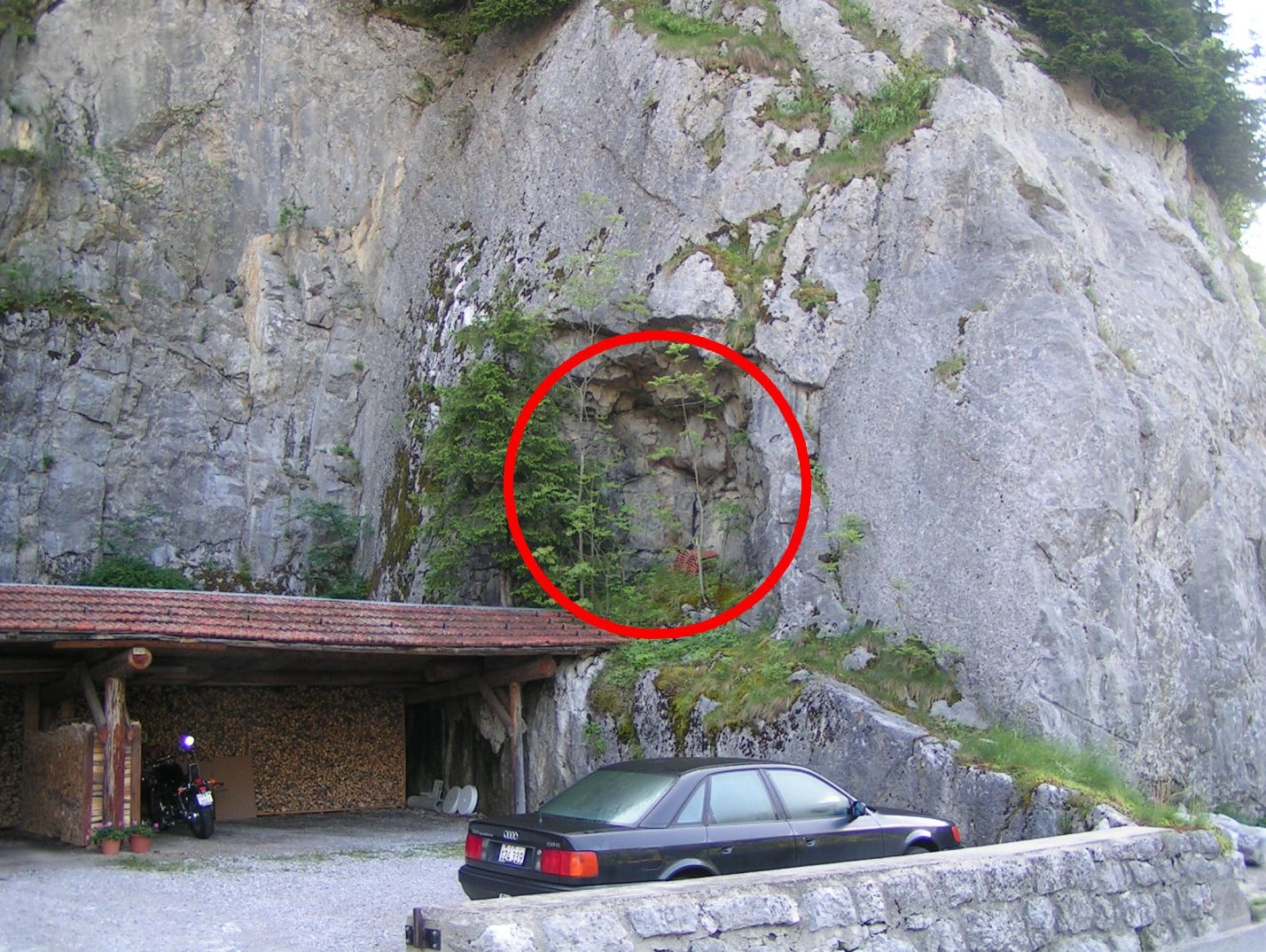
Infanteriewerk «Antoine» A 1745

Die Sperrstelle Jaun hatte rund um das freiburgische Dorf Jaun die Verbindung hinein ins Reduit Richtung Jaunpass zu sichern.
- Festung Euschels A 1743 ⊙
- Infanteriewerk «Antoine»  A 1745 ⊙
- Infanteriewerk Gegenwerk A 1746 ⊙
- Artilleriewerk Jaunpass  A 1711-18 ⊙